# Bầu cử tổng thống Hoa Kỳ 2000
Cuộc bầu cử tổng thống Hoa Kỳ năm 2000 diễn ra vào thứ ba, ngày 7 tháng 11 năm 2000, là cuộc bầu cử tổng thống thứ 54 liên tục bốn năm một lần trong lịch sử Hoa Kỳ. Cuộc bầu cử này bầu chọn một tổng thống và phó tổng thống. Người dân đã bầu chọn các đại cử tri, và dựa trên kết quả tại khu vực mà họ đại diện, những đại cử tri này đã chính thức bầu chọn tổng thống và phó tổng thống mới vào ngày 18 tháng 12 năm 2000. Theo như quy định trong Tu chính án thứ 22 của Hiến pháp, tổng thống đương nhiệm Bill Clinton, người đã giữ chức vụ này trong 2 nhiệm kỳ, sẽ không được ứng cử lần thứ ba.
Cuộc bầu cử diễn ra cùng ngày với các cuộc bầu cử quốc hội (34 ghế thượng viện và tất cả 435 ghế hạ viện) và địa phương (12 chức vụ thống đốc và vô số cuộc trưng cầu dân ý) trong cuộc tổng tuyển cử Hoa Kỳ, 1992.
Thống đốc George W. Bush (Bush con) từ Texas, đã được đề cử làm ứng cử viên đại diện cho đảng Cộng hòa. Phó tổng thống đương nhiệm Al Gore từ Tennessee, đã được đề cử làm ứng cử viên đại diện cho đảng Dân chủ.
Kết quả cho thấy ông Bush con đã giành đủ phiếu đại cử tri đoàn là 271, để đánh bại đối thủ của mình là ông Gore. Vì thế, ông Bush con đã được đắc cử tổng thống và ông đã được nhậm chức vào ngày 20 tháng 1 năm 2001, trở thành tổng thống thứ 43 của Hoa Kỳ.
Trong cuộc bỏ phiếu của đại cử tri vào ngày 18 tháng 12, chỉ một đại cử tri đã bỏ phiếu chống lại ông Gore. Cuối cùng, ông Bush con đã nhận được 271 phiếu đại cử tri và ông Gore đã nhận được 266 phiếu đại cử tri.
Đây là lần thứ tư trong năm cuộc bầu cử tổng thống trong đó ứng cử viên chiến thắng đã mất phiếu phổ thông trên toàn quốc, và được coi là một trong những cuộc bầu cử gây ra nhiều tranh cãi nhất nhất trong lịch sử Hoa Kỳ.